# Lac Iset
Pour les articles homonymes, voir Iset.
Le lac Iset ou Isetskoïe (en russe Исетское озеро) est un lac-réservoir, en Sibérie occidentale, à l'est de l'Oural, à 25 kilomètres au nord-ouest de la ville d'Iekaterinbourg. La ville de Sredneouralsk borde le lac à l'ouest.

## Caractéristiques

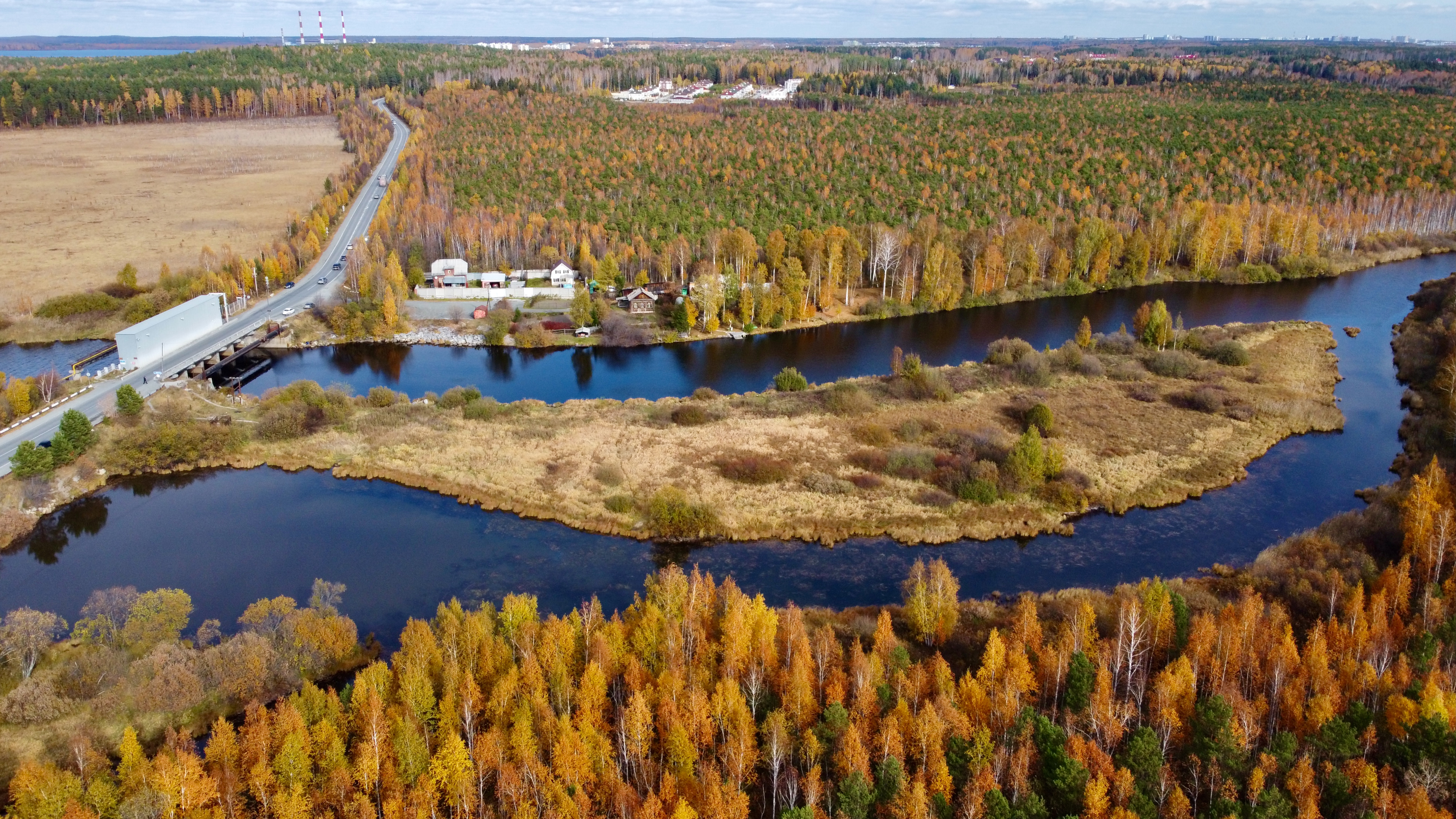
Le barrage du réservoir et la source de l'Iset

Sa superficie est de 24 km2, la longueur maximale est de 8 km, la largeur moyenne est de 2,8 km, la profondeur moyenne est de 1,8 m avec un maximum de 3,5 m.
De nombreuses rivières et ruisseaux se jettent dans le lac Iset : Shitovsky Istok, Chernaya, Lebyazhka et Moulyanka. La rivière Iset y coule. Sur sa rive est se trouvent de nombreuses baies peu profondes: Lebyazhy, Teply, Cheremshansky, Mulyanka.
Il y a plusieurs petites îles sur le lac: Solovetsky, Krasnenky, Kamenny.
Sur ses rives, se trouvent la ville de Sredneuralsk et les villages d'Iset, de Koptyaki et Murzinka.
Le lac Iset est riche en poissons, on y trouve des perches, gardons, brèmes, tanches, grémilles et sandres ainsi que des espèces acclimatées comme la carpe herbivore et la carpe miroir.

## Histoire
En 1850, la construction d'un barrage en terre débute à l'embouchure de la rivière Iset. Ce n'est qu'en 1946 que ce barrage de terre est remplacé par un barrage en béton. De ce fait, le niveau du réservoir augmente et atteint le niveau actuel. L'eau du lac est utilisée par la centrale électrique du district d'État de Sredneuralskaya.

## Réserve naturelle
Afin de préserver un réservoir naturel, un décret du gouvernement de la région de Sverdlovsk déclare au 17 janvier 2001 que le lac Iset et ses forêts environnantes sont une réserve paysagère. La superficie de la zone naturelle spécialement protégée est de 4 738 hectares.